# Trù Hựu
Trù Hựu là một phường thuộc thị xã Chũ, tỉnh Bắc Giang, Việt Nam.

## Địa lý
Phường Trù Hựu nằm ở phía tây bắc thị xã Chũ, có vị trí địa lý:
- Phía đông giáp phường Chũ
- Phía tây và phía bắc giáp xã Quý Sơn
- Phía nam giáp xã Mỹ An và xã Nam Dương.

Phường Trù Hựu có diện tích 12,75 km², dân số năm 2023 là 11.551 người, mật độ dân số đạt 905 người/km².

## Hành chính
Phường Trù Hựu được chia thành 15 tổ dân phố: Bình Nội, Gốc Vối, Hải Yên, Hợp Thành, Hựu, Lay, Mịn Con, Mịn To, Sậy, Sậy To, Tân Tiến, Thanh An, Thanh Cầu, Thanh Tân, Thông.

## Lịch sử
Đầu thế kỷ XIX, xã Trù Hựu thuộc tổng Trù Hựu, huyện Bảo Lộc, phủ Lạng Giang, trấn Kinh Bắc. Tổng Trù Hựu có 11 xã: Trù Hựu, Ân Thâm, Đào Lãng, Đông Hương, Từ Xuyên, Lại Thâm, Đào Sơn, Gia Quan, Phú Viên, Lại Yên, Lão Hương.
Ngày 10 tháng 10 năm 1895, thành lập tỉnh Bắc Giang. Khi đó, tổng Trù Hựu trực thuộc Tiểu quân khu Yên Thế thuộc Đạo quan binh I Phả Lại.
Ngày 29 tháng 11 năm 1899, sáp nhập tổng Trù Hựu thuộc Tiểu quân khu Yên Thế mới giải thể vào huyện Bảo Lộc, tỉnh Bắc Giang.
Ngày 11 tháng 5 năm 1917, sáp nhập tổng Trù Hựu và tổng Tam Dị vào huyện Lục Ngạn.
Năm 1930, thành lập phố Chũ trực thuộc tổng Trù Hựu, phủ Lục Ngạn, tỉnh Bắc Giang.
Trước năm 1945, tổng Trù Hựu còn 6 xã: Trù Hựu, Từ Xuyên, Lại Thâm, Phú Viên, Lại Yên, Lão Hương.
Sau năm 1945, thành lập Liên xã Trù Hựu trên cơ sở tổng Trù Hựu.
Đầu năm 1955, chia xã Trù Hựu thành 5 xã: Mỹ An, Nghĩa Hồ, Phượng Sơn, Trù Hựu A, Trù Hựu B.
Ngày 21 tháng 1 năm 1957, Thủ tướng Chính phủ ban hành Nghị định số 24/TTg về việc chia 2 huyện: Sơn Động, Lục Ngạn thành 3 huyện: Sơn Động, Lục Ngạn và Lục Nam. Phố Lục Nam là huyện lỵ huyện Lục Ngạn (nay là huyện lỵ của Lục Nam). Nay chuyển huyện lỵ huyện Lục Ngạn về phố Chũ.
Ngày 20 tháng 7 năm 1957, Bộ Nội vụ ban hành Nghị định số 483/NV-NĐ về việc thành lập thị trấn Chũ – thị trấn huyện lỵ huyện Lục Ngạn trên cơ sở tách phố Chũ thuộc xã Trù Hựu A.
Ngày 14 tháng 6 năm 1958, Bộ Nội vụ ban hành Nghị định số 202-NV về việc:
- Đổi tên xã Trù Hựu A thành xã Trù Hựu.
- Đổi tên xã Trù Hựu B thành xã Nam Dương.

Năm 1962, thành lập 3 thôn: Thanh Giang, Thanh Hùng, Hải Yên.
Ngày 27 tháng 10 năm 1962, Quốc hội ban hành Nghị quyết về việc thành lập tỉnh Hà Bắc trên cơ sở tỉnh Bắc Giang và tỉnh Bắc Ninh. Khi đó, xã Trù Hựu thuộc huyện Lục Ngạn, tỉnh Hà Bắc.
Năm 1976, đổi tên thôn Đồng Cầu thành thôn Thanh Cầu.
Ngày 7 tháng 10 năm 1995, Chính phủ ban hành Quyết định số 58-CP về việc sáp nhập 184 ha diện tích tự nhiên và 844 nhân khẩu thuộc xã Trù Hựu (gồm làng Chũ, làng Nhật Đức và các hộ dân cư thuộc xã Trù Hựu đang sống xen cư trên địa bàn thị trấn Chũ).
Sau khi điều chỉnh địa giới hành chính, xã Trù Hựu còn lại diện tích tự nhiên 1.269 ha và 6.236 nhân khẩu.
Ngày 6 tháng 11 năm 1996, Quốc hội ban hành Nghị quyết về việc chia tỉnh Hà Bắc thành tỉnh Bắc Giang và tỉnh Bắc Ninh. Khi đó, xã Trù Hựu thuộc huyện Lục Ngạn, tỉnh Bắc Giang.
Ngày 5 tháng 6 năm 2013, Bộ Xây dựng ban hành Quyết định số 567/QĐ-BXD về việc công nhận thị trấn Chũ mở rộng (bao gồm thị trấn Chũ, xã Nghĩa Hồ và một phần các xã: Quý Sơn, Thanh Hải, Trù Hựu, Nam Dương) là đô thị loại IV.
Ngày 28 tháng 9 năm 2024, Ủy ban Thường vụ Quốc hội ban hành Nghị quyết số 1191/NQ-UBTVQH15 về việc sắp xếp đơn vị hành chính cấp huyện, cấp xã của tỉnh Bắc Giang giai đoạn 2023 – 2025 (nghị quyết có hiệu lực từ ngày 1 tháng 1 năm 2025). Theo đó:
- Thành lập thị xã Chũ thuộc tỉnh Bắc Giang.
- Thành lập phường Trù Hựu thuộc thị xã Chũ trên cơ sở toàn bộ 12,75 km² diện tích tự nhiên và quy mô dân số là 11.551 người của xã Trù Hựu thuộc huyện Lục Ngạn.